# Ngadisuko
Ngadisuko is een bestuurslaag in het regentschap Trenggalek van de provincie Oost-Java, Indonesië. Ngadisuko telt 4951 inwoners (volkstelling 2010).